# Étienne Capoue
Pour les articles homonymes, voir Capoue (homonymie).
Étienne Capoue, né le 11 juillet 1988 à Niort, est un footballeur international français qui évolue au poste de milieu de terrain.

## Biographie

### Enfance et jeunesse
D'origine guadeloupéenne, Étienne Capoue pousse ses premiers ballons au club de sa ville natale, les Chamois niortais, où son père est entraineur des moins de 15 ans. Il est alors utilisé préférentiellement en tant qu'attaquant de pointe. Quittant le club en même temps que son père, il se met alors à pratiquer le basket-ball tout en figurant dans les équipes de jeunes du FC Chauray (2002-2004). Il est ensuite durant un an (2004-2005) au SCO Angers puis intègre à 17 ans le centre de formation du Toulouse FC. 
Son frère, Aurélien Capoue, est également footballeur professionnel et il est le cousin de l’ancien football des années 90, Jean-Michel Capoue.

### Toulouse FC
Il dispute son premier match de Ligue 1 le 8 décembre 2007, à l'âge de 19 ans, contre Lille (1-0), lancé par Élie Baup. Quelques jours plus tard, le 19 décembre 2007, il dispute son premier match européen contre le Spartak de Moscou au Stadium, lors de la dernière journée de la phase de groupe de la Coupe UEFA. 
Il signe son premier contrat professionnel le 7 février 2008. Lors de cette saison 2007-2008, il joue cinq matches de championnat et un match de coupe d'Europe. Le club ne termine que 17e du championnat et se maintient avec difficulté. 
La saison 2008-2009 est celle de son éclosion au haut niveau puisque Alain Casanova, devenu entraîneur du TFC pendant l'été, en fait son titulaire indiscutable devant la défense. Le club termine quatrième du championnat. Étienne Capoue joue 32 matches de championnat, inscrit un but et récolte treize cartons jaunes mais aucun rouge. 
Il fait une nouvelle saison complète en saison 2009-2010. Le club termine 14e du championnat, Étienne Capoue dispute 33 matches de championnat et 7 matches de Ligue Europa. Durant cette saison, en raison de l'absence des spécialistes du poste Étienne Capoue est replacé ponctuellement en tant que défenseur central par l'entraîneur Alain Casanova. Un sondage effectué auprès des socios du FC Barcelone préconise le recrutement du jeune Violet pour pallier le départ de Yaya Touré vers Manchester City. 
La saison 2010-2011 confirme le talent d'Étienne Capoue, qui  dispute 37 matches de championnat. En février 2011, il prolonge son contrat à Toulouse jusqu'en 2015. Cette année-là, le TFC termine huitième du championnat. 
En saison 2011-2012, Étienne Capoue dispute à nouveau 33 matches de championnat, et le club termine une nouvelle fois huitième. À l'issue de cette saison, Étienne Capoue manifeste des envies de départ, le club lui accorde un bon de sortie, et la presse spécialisée indique qu'il est suivi par de nombreux clubs européens. Toutefois, aucun transfert ne se réalise, et Étienne Capoue commence la saison 2012-2013 avec le club toulousain.

### Tottenham Hotspur
Le 14 août 2013, Étienne Capoue rejoint Hugo Lloris à Tottenham. Le montant du transfert est estimé à 10,5 millions d'euros et le joueur dispose d'un contrat de quatre saisons.
Sa saison 2013-2014 est entachée par des blessures récurrentes qui le tiennent éloigné des terrains pendant plusieurs matchs, et il participe qu'à 12 rencontres. Il commence la saison 2014-2015 sous les ordres de Mauricio Pochettino de très bonne manière, puisqu'il ne sort aucune fois du onze de départ en championnat en sept journées. Il ne joue cependant une nouvelle fois que douze matchs de Premier League lors de cette saison.

### Watford FC
Le 6 juillet 2015, il s'engage pour quatre ans avec le Watford FC, promu en Premier League. Le coût du transfert s'élève à 9 millions d'euros et Étienne Capoue devient ainsi le joueur le plus onéreux de l'histoire du club. Sa chance lui est donnée à Londres, installé titulaire dans l'entre-jeu des Hornets, il participe au bon début de saison du club, septième après 17 journées. Il est titularisé au milieu de terrain associé à Valon Behrami, Behrami ayant une fonction essentiellement défensive alors que Capoue joue en box to box, un rôle plus offensif que ce qu'il avait à Tottenham.
Capoue est désigné joueur de la saison à l'issue de l'exercice 2018-2019, une campagne qui voit Watford atteindre la finale de la FA Cup et finir le championnat à sa meilleure position depuis 32 ans (11e).
Le 30 décembre 2020, il quitte Watford pour rejoindre Villarreal. L'ancien Toulousain évoluait depuis 2015 à Watford relégué en Championship. Cette saison, il a participé à 11 rencontres.

### Villarreal CF
Pour un peu moins de 9 millions d'euros, Villarreal recrute Étienne Capoue en janvier 2021 pour la suite de la saison 2020-2021 sur la base d'un contrat d'un an et demi jusqu'en juin 2023. Il remporte la Ligue Europa en 2021 et est élu homme du match de la finale. Ses bonnes performances sous Unai Emery lui permettent d'être un titulaire indéboulonnable depuis son arrivée dans le club espagnol. Il est associé au milieu de terrain à Dani Parejo.
Le 20 juillet 2022, il prolonge son contrat d'un an avec Villarreal, il est lié avec le club jusqu'en juin 2024. À l'issue de ce contrat, il quitte le club espagnol.

### Passage au basket-ball (2024-2025)
N'ayant pas intégré un nouveau club de football au début de la saison 2024-2025, Capoue travaille physiquement avec le club de basket-ball du CB Jovens L'Eliana. À la mi-septembre, toujours sans club, il s'engage officiellement avec le club de basket-ball valencian pour la saison en cours et participe ainsi au championnat d'Espagne de quatrième division.

### En équipe nationale
Étienne Capoue intègre les sélections de jeunes de l'équipe de France à partir des moins de 18 ans, et compte aujourd'hui 13 sélections en Espoirs (8 amicaux, 5 matchs de qualifications), équipe dont il est le capitaine à quatre reprises en 2009. Il n'est cependant plus sélectionné à compter du 3 septembre 2010 (France-Ukraine 2-2) et l'échec des hommes d'Erik Mombaerts pour se qualifier à l'Euro espoirs 2011. Beaucoup estiment qu’Étienne Capoue est un des plus grands espoirs français au poste de milieu défensif, mais il doit faire face à la concurrence de Yann M'Vila et de Blaise Matuidi dans la jeune équipe A de Laurent Blanc. 
Le 9 août 2012, Didier Deschamps, le nouveau sélectionneur de l'équipe de France, annonce la liste des joueurs retenus pour affronter l'Uruguay le 15 août 2012 : parmi ces joueurs, figure Étienne Capoue. Étienne Capoue fait part de sa fierté et déclare se préparer pour ce match sans complexe. Il entre en jeu en début de seconde période contre l'Uruguay (0-0) et connaît ainsi sa première sélection.
Il marque son premier but sous le maillot tricolore le 11 septembre 2012 lors du match France-Biélorussie se déroulant au stade de France et comptant pour les éliminatoires de la Coupe du monde 2014. Le match est remporté (3-1) par les Bleus. Il n'est à ce jour et depuis le 14 aout 2013, date de son dernier match avec l'équipe de France, plus sélectionné en Bleu.

## Style de jeu
André-Pierre Gignac parle à propos du jeune Toulousain d'un joueur "tentaculaire" qui sait jouer de son physique athlétique mais aussi de son aisance technique pour soulager la défense toulousaine et distiller de bons ballons aux milieux toulousains.

## Statistiques
| Saison                | Club                  | Championnat           | Championnat | Championnat | Championnat | Coupe(s) nationale(s) | Coupe(s) nationale(s) | Coupe(s) nationale(s) | Compétition(s) continentale(s) | Compétition(s) continentale(s) | Compétition(s) continentale(s) | Compétition(s) continentale(s) | Supercoupe UEFA | Supercoupe UEFA | Supercoupe UEFA | France | France | France | Total | Total | Total |
| Saison                | Club                  | Division              | M.          | B.          | P.d.        | M.                    | B.                    | P.d.                  | Comp.                          | M.                             | B.                             | P.d.                           | M.              | B.              | P.d.            | M.     | B.     | P.d.   | M.    | B.    | P.d.  |
| 2007-2008             | Toulouse FC           | Ligue 1               | 5           | 0           | 0           | -                     | -                     | -                     | C3                             | 1                              | 0                              | 0                              | -               | -               | -               | -      | -      | -      | 6     | 0     | 0     |
| 2008-2009             | Toulouse FC           | Ligue 1               | 32          | 1           | 3           | 4                     | 0                     | 0                     | -                              | -                              | -                              | -                              | -               | -               | -               | -      | -      | -      | 36    | 1     | 3     |
| 2009-2010             | Toulouse FC           | Ligue 1               | 33          | 0           | 0           | 3                     | 0                     | 0                     | C3                             | 7                              | 0                              | 0                              | -               | -               | -               | -      | -      | -      | 43    | 0     | 0     |
| 2010-2011             | Toulouse FC           | Ligue 1               | 37          | 2           | 1           | 2                     | 0                     | 0                     | -                              | -                              | -                              | -                              | -               | -               | -               | -      | -      | -      | 39    | 2     | 1     |
| 2011-2012             | Toulouse FC           | Ligue 1               | 33          | 3           | 3           | 1                     | 0                     | 0                     | -                              | -                              | -                              | -                              | -               | -               | -               | -      | -      | -      | 34    | 3     | 3     |
| 2012-2013             | Toulouse FC           | Ligue 1               | 34          | 7           | 1           | 4                     | 0                     | 0                     | -                              | -                              | -                              | -                              | -               | -               | -               | 6      | 1      | 0      | 44    | 8     | 1     |
| Sous-total            | Sous-total            | Sous-total            | 174         | 13          | 8           | 14                    | 0                     | 0                     | -                              | 8                              | 0                              | 0                              | -               | -               | -               | 6      | 1      | 0      | 202   | 14    | 8     |
| 2013-2014             | Tottenham Hotspur     | Premier League        | 12          | 1           | 0           | 1                     | 0                     | 0                     | C3                             | 5                              | 0                              | 0                              | -               | -               | -               | 1      | 0      | 0      | 19    | 1     | 0     |
| 2014-2015             | Tottenham Hotspur     | Premier League        | 12          | 0           | 0           | 3                     | 1                     | 1                     | C3                             | 3                              | 0                              | 0                              | -               | -               | -               | -      | -      | -      | 18    | 1     | 1     |
| Sous-total            | Sous-total            | Sous-total            | 24          | 1           | 0           | 4                     | 1                     | 1                     | -                              | 8                              | 0                              | 0                              | -               | -               | -               | 1      | 0      | 0      | 37    | 2     | 1     |
| 2015-2016             | Watford FC            | Premier League        | 33          | 0           | 1           | 3                     | 0                     | 0                     | -                              | -                              | -                              | -                              | -               | -               | -               | -      | -      | -      | 36    | 0     | 1     |
| 2016-2017             | Watford FC            | Premier League        | 37          | 7           | 1           | 2                     | 0                     | 0                     | -                              | -                              | -                              | -                              | -               | -               | -               | -      | -      | -      | 39    | 7     | 1     |
| 2017-2018             | Watford FC            | Premier League        | 23          | 1           | 1           | 3                     | 2                     | 0                     | -                              | -                              | -                              | -                              | -               | -               | -               | -      | -      | -      | 26    | 3     | 1     |
| 2018-2019             | Watford FC            | Premier League        | 33          | 1           | 3           | 6                     | 3                     | 0                     | -                              | -                              | -                              | -                              | -               | -               | -               | -      | -      | -      | 39    | 4     | 3     |
| 2019-2020             | Watford FC            | Premier League        | 30          | 0           | 3           | -                     | -                     | -                     | -                              | -                              | -                              | -                              | -               | -               | -               | -      | -      | -      | 30    | 0     | 3     |
| 2020-2021             | Watford FC            | Championship          | 11          | 0           | 0           | -                     | -                     | -                     | -                              | -                              | -                              | -                              | -               | -               | -               | -      | -      | -      | 11    | 0     | 0     |
| Sous-total            | Sous-total            | Sous-total            | 167         | 9           | 9           | 14                    | 5                     | 0                     | -                              | -                              | -                              | -                              | -               | -               | -               | -      | -      | -      | 181   | 14    | 9     |
| 2020-2021             | Villarreal CF         | Liga                  | 16          | 1           | 0           | 3                     | 0                     | 0                     | C3                             | 8                              | 0                              | 0                              | -               | -               | -               | -      | -      | -      | 27    | 1     | 0     |
| 2021-2022             | Villarreal CF         | Liga                  | 30          | 1           | 1           | 1                     | 0                     | 0                     | C1                             | 12                             | 2                              | 4                              | 1               | 0               | 0               | -      | -      | -      | 44    | 3     | 5     |
| 2022-2023             | Villarreal CF         | Liga                  | 28          | 3           | 0           | 4                     | 3                     | 1                     | C4                             | 5                              | 0                              | 1                              | -               | -               | -               | -      | -      | -      | 37    | 6     | 2     |
| 2023-2024             | Villarreal CF         | Liga                  | 32          | 1           | 1           | 1                     | 0                     | 1                     | C3                             | 7                              | 1                              | 0                              | -               | -               | -               | -      | -      | -      | 40    | 2     | 2     |
| Sous-total            | Sous-total            | Sous-total            | 106         | 6           | 2           | 9                     | 3                     | 2                     | -                              | 32                             | 3                              | 5                              | 1               | 0               | 0               | -      | -      | -      | 148   | 12    | 9     |
| Total sur la carrière | Total sur la carrière | Total sur la carrière | 471         | 29          | 19          | 41                    | 9                     | 3                     | -                              | 48                             | 3                              | 5                              | 1               | 0               | 0               | 7      | 1      | 0      | 568   | 42    | 27    |

## Palmarès

### En club
- Watford FC
  - Finaliste de la Coupe d'Angleterre en 2019
  - Vice-champion d'Angleterre de D2 en 2021

- Villarreal CF
  - Vainqueur de la Ligue Europa en 2021
  - Finaliste de la Supercoupe de l'UEFA en 2021

## Distinctions personnelles
- Nommé dans l'équipe type de la Ligue 1 en 2012 aux Trophées UNFP.
- Nommé dans l'équipe type de la Ligue Europa en 2021.
- Homme du match de la finale de la Ligue Europa en 2021[24].